# 張寅 (正德進士)
張寅（1494年—1557年），字仲明，號曉川，直隸蘇州府太倉衛軍籍，湖廣荊州府江陵縣人，明朝政治人物。

## 生平
正德十四年（1519年）己卯科應天鄉試第四十三名舉人，十五年（1520年）聯捷庚辰科會試第二十二名，十六年（1521年）辛巳科三甲第三十七名進士。曾任江西高安縣知縣、宜春縣知縣、泰和縣知縣。嘉靖七年（1528年）十一月選授試監察御史，八年（1529年）實任河南道監察御史，曾經彈劾南京禮部左侍郎黃綰、右都御史汪鋐。嘉靖帝大怒，貶為高唐州判官。屢遷南京吏部文選司郎中，升右春坊右司直郎兼翰林院檢討，不久被彈劾罷免。三十六年（1557年）卒，年六十四。

## 著作
著有《曉川詩文集》、《山東通志》等。

## 家族
曾祖張旺；祖父張洪；父張玉。母燕氏。嚴侍下。兄張辰。